# Nikola Karabatić
Nikola Karabatić (Niš, 11. travnja 1984.), rukometni je reprezentativac Francuske i član francuskoga rukometnog kluba PSG. Organizator je igre, a igra na mjestu lijevoga beka.

## Klupska i reprezentativna karijera
S Montpellierom je četverostruki prvak i osvajač francuskoga kupa, kao i europski prvak. S njemačkim Kielom osvojio je prvenstvo Njemačke 2006. godine. 

### Klubovi
- 1990. – 1992. Colmar HB
- 1992. – 2000. Thau HB
- 2000. – 2005. Montpellier HB
- 2005. – 2009. THW Kiel
- 2009. – 2013. Montpellier HB
- 2013. – 2015. Barcelona
- 2015. – PSG Handball

### Francuska reprezentacija
S reprezentacijom Francuske ima svjetsko zlato iz Hrvatske 2009., Švedske 2011., Katara 2015. i Francuske 2017. godine, broncu iz Portugala 2003. i Tunisa 2005. godine, a europsko zlato iz Švicarske 2006., Austrije 2010. i Danske 2014. godine, te europsku broncu iz Norveške 2008. godine i pobjedu na Superkupu.

## Nagrade i priznanja
- U najboljoj postavi prvenstva: 2004., SP 2007., EP 2010.
- Najbolji igrač prvenstva: EP 2008., EP 2014.
- Najbolji strijelac prvenstva: EP 2008. (s Balićem i Christiansenom)
- Kielski športaš godine: 2006.
- 2008. – U tradicionalnom izboru Handball Wochea proglašen je najboljim rukometašem u Njemačkoj. To je bilo tek drugi put od 1978. godine da je jedan ne-Nijemac odnio tu titulu.
- 2007. – IHF-ov igrač godine

## Podrijetlo i obitelj
Nikola Karabatić je hrvatskoga i srpskoga podrijetla. Rođen je u Nišu, u Srbiji. Otac Branko, poznati rukometni vratar, je Hrvat iz Vrsina kod Trogira. Branio je za RK Trogir i RK Mehaniku iz Metkovića, te je kao profesionalni rukometaš otišao u Niš, gdje je branio za niški klub „Železničar“. U to vrijeme nastupao je i za selekciju SR Srbije. Majka Nikole Karabatića je Srpkinja iz Aleksinca, koja je u vrijeme kada se upoznala s Brankom, završavala studij medicine u Nišu. Cijela obitelj se iz Niša odselila u Francusku kada je Nikola imao 3 i pol godine. Mlađi Nikolin brat Luka također je rukometaš.
Nikola i njegova djevojka Géraldine Pillet u travnju 2016. godine dobili su sina Aleka.

## Vanjske poveznice
- (njem.) Profil Nikole Karabatića  Arhivirana inačica izvorne stranice od 30. listopada 2010. (Wayback Machine)